# Das Geheimnis der Tropis
Das Geheimnis der Tropis (Les Animaux dénaturés) ist ein satirischer Science-Fiction-Roman des französischen Schriftstellers Vercors aus dem Jahr 1952. Deutsche Ausgaben erschienen 1958 im Aufbau-Verlag und 1976 im Heyne Verlag.
Vercors adaptierte seinen Roman 1964 für die Bühne unter dem Titel Zoo ou l’assassin philanthrope (dt. Zoo oder der menschenfreundliche Mörder).

## Handlung
Im Dschungel Neuguineas ist eine britische Expedition auf der Suche nach Fossilien des Missing Links zwischen Affen und Menschen. Doch statt versteinerter Knochen finden sie eine höchst lebendige, bisher unbekannte Hominidenart. Ein Name für die neue Spezies ist schnell gefunden Paranthropus greamiensis, nach einem Expeditionsmitglied, oder kurz die Tropis, aber über die Frage „Sind die Tropis noch Affen oder schon Menschen?“ gehen die Meinungen auseinander. Mit der Definition des Begriffs Mensch haben die Forscher ähnliche Schwierigkeiten wie die Philosophen der griechischen Antike mit dem Haufenproblem.
Weiter erweist sich, dass sowohl eine Kreuzung zwischen Tropi und Orang-Utan als auch zwischen Tropi und Mensch möglich ist.
Als die Welt von den Tropis erfährt, handelt ein australischer Unternehmer deutlich pragmatischer. Er sichert sich die Nutzungsrechte für das Tropi-Gebiet, erklärt sie zu Tieren und plant, sie in seinen Textilfabriken als unbezahlte Arbeitskräfte für primitive Tätigkeiten einzusetzen.
Der die Expedition begleitende Journalist Douglas Templemore will die Frage nach der Menschenzugehörigkeit der Tropis ein für alle Mal klären lassen: Eine Tropi-Frau wird mit seinem Sperma künstlich befruchtet, nach erfolgter Geburt lässt er sie beim Standesamt registrieren und seinen neugeborenen Sohn taufen. Anschließend bringt er ihn um und zeigt sich selbst wegen Mordes an. Ein Geschworenengericht in London muss nun entscheiden, ob er tatsächlich einen Mord begangen (was die Tropis auch juristisch zu Menschen machen würde) oder nur ein Tier getötet hat. Die Geschworenen weigern sich jedoch, eine Entscheidung zu treffen, solange nicht klar definiert ist, was eigentlich ein Mensch ist. Eine  Kommission tagt, und nach einiger Zeit verabschiedet das Parlament ein Gesetz, wonach der religiöse Geist den Menschen vom Tier unterscheidet. Wegen eines Rituals werden die Tropis zu Menschen erklärt.
Der Prozess gegen Templemore wird wieder aufgenommen. Er wird freigesprochen, weil er seine Tat begangen hatte, bevor die Tropis zu Menschen (gemacht) wurden.

## Rezeption
Die kanadische Zeitung The Calgary Herald schrieb anlässlich der englischen Ausgabe (You Shall Know Them), es sei der beste Roman des Jahres 1953, und Vercors nutze die exzellente Gelegenheit für einen feinen, ironischen Kommentar zu unseren Angelegenheiten.

## Verfilmung
Der Roman wurde 1970 von Gordon Douglas unter dem Titel Abenteuer in Neuguinea verfilmt.

## Nachweise
1. ↑  Der Vergleich stammt vom Autor: Vercors: Das Geheimnis der Tropis. Heyne, München 1976, ISBN 3-453-30362-8, S. 39.
2. ↑  Der Begriff ist im Roman weit gefasst, Darunter fallen z. B. auch Kunst und Wissenschaft. Das Geheimnis der Tropis. 1976, S. 175f.
3. ↑  Christmas Books For Grown-Ups. In: The Calgary Herald. 12. Dezember 1953.
4. ↑  Abenteuer in Neuguinea bei IMDb